# Moniat
Moniat est un hameau belge de l'ancienne commune de Waulsort, situé dans la commune d'Hastière en province de Namur (Région wallonne).
C'est un ancien écart de la seigneurie de Waulsort et il est situé au pied d'un versant abrupt de la Meuse. Moniat a donné son nom à une île située en amont sur la Meuse.